# Shantel

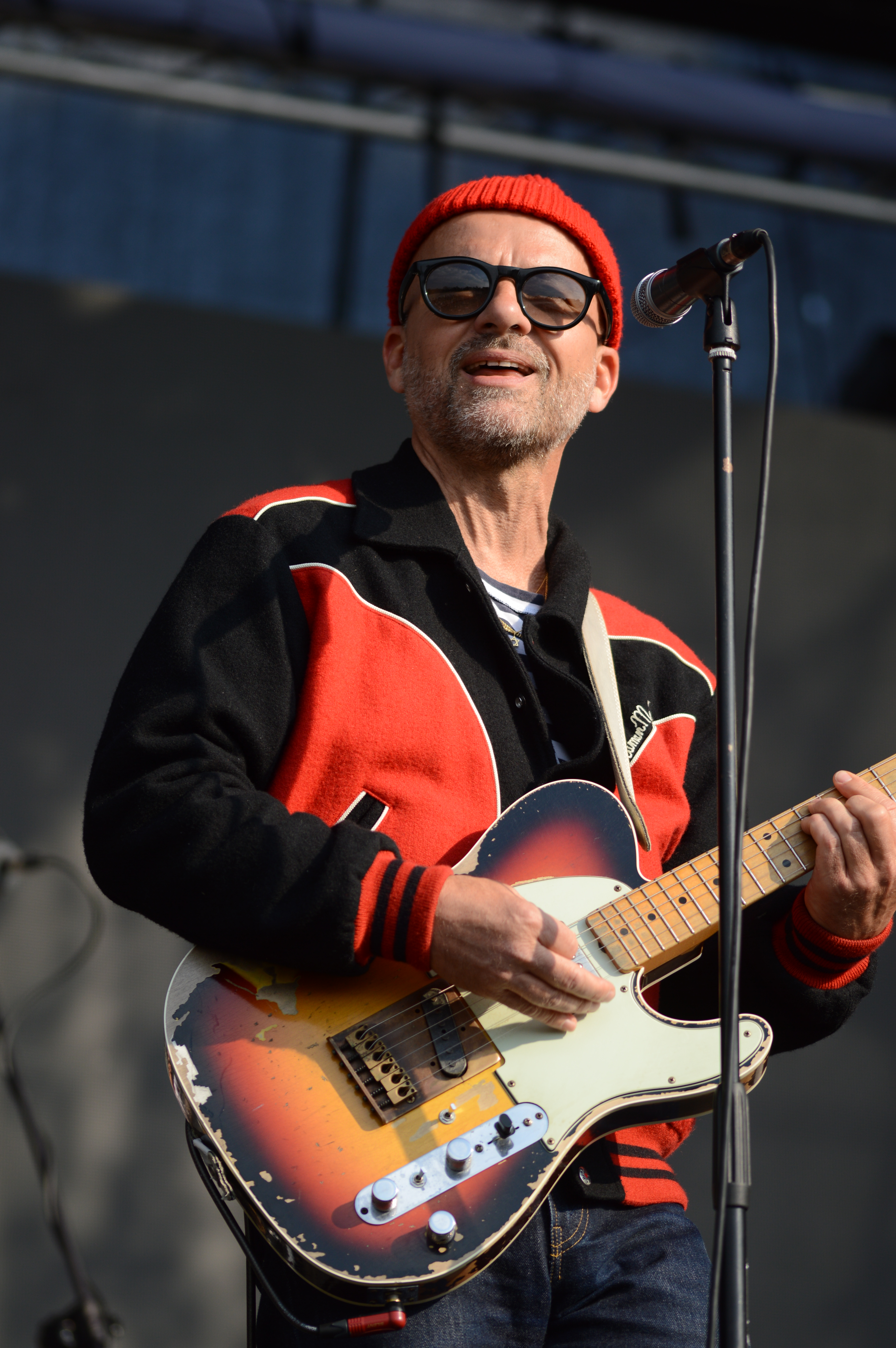
Shantel en Wrocław, 2022

Stefan Hantel (n. 2 de marzo de 1968 en Mannheim), conocido como Shantel, es un productor y músico alemán. Es conocido por sus aproximaciones electrónicas a la música popular de los Balcanes.

## Biografía
Stefan Hantel es descendiente de inmigrantes de la Bucovina (sus abuelos maternos). 1991 se mudó de manera transitoria a París para estudiar diseño gráfico, haciendo sus primeros pasos como DJ en la capital francesa. Al volver a Alemania en 1994, fundó la empresa discográfica Essay Recordings y una discoteca de música electrónica. En 1998, su socio Daniel Haaksmann se mudó a Berlín, razón por la cual la compañía de discos se cerró temporalmente.
En 2001, viajó a Chernivtsi, la ciudad natal de sus abuelos, y desde este momento se empezó a interesar por la música de los Balcanes. En 2002, publicó el compilado Bucovina Club con remixes electrónicos de bandas balcánicas conocidas. En 2003, reactivó a su label y contrató a varias bandas de los Balcanes. En 2005, publicó la segunda parte de su compilado, Bucovina Club 2. Algunos de los temas fueron utilizados en películas como Borat.
En 2007, publicó a su primer disco solista, Disko Partizani, el cual tuvo su mayor éxito en Austria, dónde llegó al puesto 17 de los rankings de venta. También en Alemania y Polonia llegó a los rankings comerciales.

## Discografía
- Club Guerilla (1995)
- Auto Jumps & Remixes (1997)
- Higher than the Funk (1998)
- Great Delay (2001)
- Bucovina Club (2003)
- Bucovina Club Vol. 2 (2005)
- Disko Partizani (2007)
- The Edge of Heaven (Auf der anderen Seite) - 2007 (banda sonora)
- Planet Paprika (2009)
- Anarchy + Romance (2013)
- Viva Diaspora (2015)